# Élection présidentielle américaine de 2016 en Iowa
L'élection présidentielle américaine de 2016 en Iowa a lieu le 8 novembre 2016 comme dans les 49 autres États qui composent les États-Unis ainsi que le district de Columbia. Les électeurs iowiens choisissent des grands électeurs pour les représenter dans le collège électoral à travers un vote populaire. L'Iowa dispose en 2016 de 6 grands électeurs. L'État donne l'ensemble de ses grands électeurs au candidat du Parti républicain Donald Trump. 
Le candidat vainqueur de ce scrutin dans tout le pays sera également Trump, qui occupera la présidence des États-Unis du 20 janvier 2017 au 20 janvier 2021, date à laquelle Joe Biden lui succédera.